# Albert Goldman
Albert Harry Goldman (Dormont, 15 aprile 1927 – 28 marzo 1994) è stato uno scrittore, giornalista e docente statunitense, noto per il suo libro più venduto su Lenny Bruce e per le controverse biografie scritte su Elvis Presley e John Lennon, ritenute molto critiche nei confronti dei due artisti.

## Carriera accademica
Goldman studiò per breve tempo teatro al Carnegie Institute of Technology prima di prestare servizio in Marina dal 1945 al 1946. Ottenne un master's degree in inglese presso la University of Chicago nel 1950.
Dopo l'immatricolazione al corso di dottorato in inglese presso la Columbia University, Goldman iniziò ad insegnare in corsi di letteratura presso svariate istituzioni di New York, inclusi City College of New York, Hunter College, Baruch College, Brooklyn College, School of Visual Arts e Columbia University School of General Studies. Durante questo periodo, conobbe Lenny Bruce attraverso sua moglie, Florence Singer, che introdusse il marito alla vibrante scena jazz newyorchese prima di "rilanciare [Goldman] come un ebreo di Brooklyn alla moda" insieme alla sua famiglia e ai suoi amici durante i suoi studi di dottorato, piantando efficacemente i semi per il suo successivo interesse alla cultura popolare. A seguito di studi sotto Lionel Trilling e Jacques Barzun, egli completò il suo dottorato nel 1961 con una dissertazione su Thomas de Quincey. Goldman sostenne che de Quincey aveva copiato gran parte dei suoi articoli di giornalismo da colleghi meno conosciuti; successivamente la sua tesi venne pubblicata con il titolo The Mine and the Mint: Sources for the Writings of Thomas DeQuincey dalla Southern Illinois University Press nel 1965. Inoltre egli co-scrisse (insieme a Evert Sprinchorn) Wagner on Music and Drama (1964), un compendio degli scritti teorici di Richard Wagner.
Dopo aver conseguito il dottorato, Goldman rimase affiliato alla Columbia, dove fu professore aggiunto di inglese e letteratura comparata dal 1963 al 1972. Amico intimo di Philip Roth, Goldman potrebbe aver influito sulla caratterizzazione del libidinoso accademico David Kepesh, personaggio utilizzato da Roth in opere come Il seno (1972) e Il professore di desiderio (1977).
Negli anni sessanta cominciò a pubblicare diversi articoli di critica culturale su varie testate, tra le quali The Atlantic, The New Leader, Commentary, The New Republic, The New York Review of Books, The Nation, LIFE, New York, Vogue, Esquire, High Times e Penthouse. Molti dei suoi primi scritti sono raccolti in Freakshow: The RockSoul BluesJazzSickJew BlackHumorSexPopPsychoGig and Other Scenes from the Counter-Culture (1971), che servì anche come libro di testo per le successive iterazioni del suo corso di cultura popolare alla Columbia.

## Ladies and Gentlemen – Lenny Bruce!!
Il primo grande successo editoriale, Goldman lo ottenne con il libro Ladies and Gentlemen – Lenny Bruce!! del 1974, elogiato da Norman Mailer e Pauline Kael, che lo definirono "brillante." Il libro è in gran parte positivo nella sua valutazione del talento del comico, anche se venne criticato da molti amici di Bruce per aver presumibilmente distorto il suo personaggio e per le affermazioni circa le sue presunte esperienze omosessuali.

## Biografia di Elvis Presley
La biografia Elvis pubblicata da Goldman nel 1981 fu molto più controversa. Per questo lavoro, Goldman attinse a più di quattro anni di ricerche sulla vita di Elvis Presley. Goldman scoprì che il manager di Presley, Colonel Thomas Parker, non era nato negli Stati Uniti come da lui dichiarato, ma bensì era originario dei Paesi Bassi, e probabilmente era entrato in America come immigrato clandestino. Questa è una notizia comunemente accettata. 
Tuttavia per molti fan e alcuni critici, la sua ricerca venne minata dalla sua intensa antipatia personale nei confronti di Presley. Secondo gli esperti, il libro di Goldman contiene numerosi errori fattuali, storie inventate, affermazioni razziste ed evidenti carenze nella presentazione dei contesti storico-musicali. Goldman è stato anche citato con successo da due membri dell'entourage di Elvis Presley citati nella pubblicazione, per diffamazione e distorsione dei fatti. Eppure, ancora oggi, degli articoli su Elvis Presley contengono brani tratti dal libro di Goldman, che ritraeva l'artista come un soldato di ventura di infimo ordine, privo di talento, che aveva raggiunto la fama solo grazie alle capacità del suo manager, per poi concludere prematuramente una vita di eccessi.
Goldman liquidò Presley come un plagiatore che non ha mai fatto nulla di importante dopo i suoi primi dischi alla Sun Records, insistendo sul fatto che era inferiore come artista a Little Richard e ad altri suoi contemporanei. Inoltre egli ritrasse Presley come quasi pazzo, usando storie che alcuni potrebbero vedere come innocue (come Presley che porta i suoi amici dall'altra parte del paese per comprare loro panini al burro di arachidi) per "dimostrare" che il cantante aveva perso il senso della realtà. Inoltre, il libro affronta in modo esageratamente critico i problemi di peso del cantante, la sua dieta, la scelta dei costumi, i suoi appetiti e peculiarità sessuali. Goldman suggerisce persino che la promiscuità di Presley abbia mascherato una omosessualità latente. Discutendo della vita personale di Presley, Goldman conclude: "Elvis era un pervertito, un voyeur". Alcuni critici hanno trovato commenti come questi eccessivamente prevenuti. 
Recensendo l'opera per il Village Voice, il critico musicale Greil Marcus scrisse: "Il vero significato di Elvis di Goldman è il suo tentativo di genocidio culturale ... I torrenti di odio che guidano questo libro sono senza tregua...Lo scopo di Goldman è quello di screditare completamente Elvis Presley, la cultura che lo ha prodotto e quella che ha contribuito a creare - di liquidare e condannare completamente, in altre parole, non solo Elvis Presley, ma anche la classe operaia bianca del Sud da cui proveniva e il mondo pop che è emerso sulla sua scia".
Difendendosi dalle critiche, Goldman disse a un intervistatore: «La gente era scandalizzata dal mio uso dell'umorismo e del ridicolo nella [biografia di Elvis]. Elvis era qualcuno che erano abituati a prendere in modo molto sentimentale. Ma sento che era una figura bizzarra e grottesca... L'umorismo è un modo di percepire. Di rendere le cose vivide».

## Articolo su Bruce Lee
Nel 1982 Goldman scrisse un articolo molto poco lusinghiero sull'attore Bruce Lee, che fu pubblicato in due parti sulla rivista Penthouse nel gennaio–febbraio 1983.

## The Lives of John Lennon
La successiva biografia scritta da Goldman destò ancora maggiori polemiche e scalpore rispetto alla biografia di Elvis. Nel libro The Lives of John Lennon (1988), frutto di anni di ricerca e centinaia di interviste con molti amici di Lennon, conoscenti, domestici e colleghi musicisti, Goldman giustappone l'indubbio talento di Lennon come artista alla sua personalità nevrotica. Il libro rivela un lato molto personale del musicista che era incline a colpe, come la rabbia, la violenza domestica (esemplificata dall'accusa di un assistente secondo cui l'aborto spontaneo dell'allora fidanzata Yoko Ono del 1968 venne innescato da un pestaggio di Lennon), abuso di droghe (comprese la dipendenza di lunga data da cocaina ed eroina), adulterio e indecisione cronica, ma nonostante tutto un leader generazionale. Viene analizzata l'infanzia di Lennon e l'impatto che altri hanno avuto sulla vita del ragazzino sensibile, tra cui sua zia, Mimi Smith, suo padre, Fred Lennon e Johnny Dykins (il compagno della zia). Goldman implica che le donne forti abbiano rovinato Lennon, a partire da Smith, e che in seguito sia stato tenuto prigioniero e soggiogato da Ono (che potrebbe aver incoraggiato la loro reciproca dipendenza dall'eroina come un modo per controllare lui e la sua vasta fortuna per i propri scopi).
Focalizzandosi sugli errori fatti da Lennon e su episodi spiacevoli della sua vita, Goldman avanzò molte accuse controverse, tra cui l'affermazione che il musicista potrebbe aver avuto qualcosa a che fare con la morte improvvisa del suo amico Stuart Sutcliffe, uno dei primi membri dei Beatles. Goldman dice inoltre che Lennon ha avuto una relazione sessuale con il manager dei Beatles, Brian Epstein, che Goldman caratterizza come un uomo d'affari disonesto e incompetente che nascondeva la sua omosessualità dietro l'immagine da "gentiluomo". Metà del libro copre la personalità di Ono, che è ritratta sotto una pessima luce. Goldman sostiene che, tra le altre cose, lei odiasse Paul McCartney, e fece in modo che i funzionari doganali di un aeroporto di Tokyo perquisissero attentamente i suoi bagagli al suo arrivo lì undici mesi prima della morte di Lennon e lo arrestassero per contrabbando di marijuana. Altra accuse sono quelle che trascurasse i suoi figli, e che abbia fatto il lavaggio del cervello a Lennon allontanandolo da tutti quelli che hanno mai significato qualcosa per lui. Goldman ha anche affermato che i due hanno avuto costanti relazioni extraconiugali durante il loro matrimonio, con Yoko Ono coinvolta in una di queste durante l'estate del 1980. Goldman ha sostanzialmente rivelato che non esiste alcuna registrazione delle telefonate che Ono afferma di aver fatto a McCartney e Mimi Smith la notte in cui Lennon fu ucciso.
Per quanto riguarda il resoconto di Goldman sul consumo di LSD da parte di Lennon, Lucy Sante, sul New York Review of Books, affermò: "La ricerca di base di Goldman era sciatta o inesistente".
Peter Doggett scrisse nel libro You Never Give Me Your Money: The Battle for the Soul of the Beatles che il libro di Goldman ha sicuramente molti difetti, ma è comunque riuscito a catturare elementi significativi della vita di Lennon.

## Secondo libro su Presley
Nel 1990 Goldman pubblicò un secondo libro su Presley, intitolato Elvis: The Last 24 Hours, sulle circostanze della sua morte, lasciando intendere che il cantante si fosse suicidato. Il libro ebbe qualche attenzione mediatica iniziale per la sua tesi sensazionalistica ma fu largamente ignorato dal pubblico.

## Morte
Goldman morì a causa di un infarto il 28 marzo 1994, mentre era a bordo di una aereo in volo da Miami a Londra. Lasciò incompiuto il progetto di una biografia del cantante dei Doors Jim Morrison.

## Riferimenti nella cultura popolare
Il cantante degli U2 Bono Vox menzionò con disdegno Goldman nella canzone God Part II inclusa nell'album Rattle and Hum (1988):
His type like a curse

Instant Karma's gonna get him

If I don't get him first»
Quelli del suo tipo sono come una maledizione

Il karma istantaneo lo prenderà

Se non lo faccio prima io»
(God Part II, U2)
Il cantante satirico Mojo Nixon fa un riferimento sprezzante a Goldman nel suo singolo (619) 239-KING del 1989, nel quale mette in parodia le voci secondo cui Presley fosse ancora vivo invitando il cantante a chiamare quello che era, al momento della pubblicazione, un numero di telefono legittimo.

## Opere (parziale)
- Wagner on Music and Drama (1964; con Evert Sprinchorn)
- The Mine and the Mint: Sources for the Writings of Thomas de Quincey (1965)
- Freakshow: The rocksoulbluesjazzsickjewblackhumorsexpoppsych gig and other scenes from the counter-culture (1971; ristampato come Freakshow: Misadventures in the Counterculture, 1959–1971, 2001)
- Ladies and Gentlemen – Lenny Bruce!! (1974)
- Carnival in Rio (1978)
- Grass Roots: Marijuana in America Today (1979)
- Disco (1979)
- Elvis Presley (Elvis) (1981), Oscar Mondadori, (1983)
- John Lennon (The Lives of John Lennon), Arnoldo Mondadori Editore, (1988)
- Elvis: The Last 24 Hours (1990)
- Sound Bites (1992)